# Margherita Roberti
Margherita Roberti, bürgerlicher Name Margaret Jean Roberts, (* 1925 in Wayne County, Iowa; † 23. Januar 2021 in Rancho Mirage, Kalifornien) war eine US-amerikanische Opernsängerin (Sopran). Sie wurde hauptsächlich als Verdi-Interpretin bekannt.

## Leben
Margherita Roberti, als Tochter walisisch-italienischer Einwanderer in Iowa an der Grenze zu Missouri geboren, wuchs bis zu ihrem 12. Lebensjahr, als die Familie nach Muscatine, Iowa zog, in Atlantic, Iowa auf der Rinderfarm ihres Vaters auf. Ab ihrem 13. Lebensjahr erhielt sie Gesangsunterricht bei Herald Stark an der University of Iowa. Nach ihrem High-School-Abschluss besuchte sie das Hunter College for Girls in New York City. Anschließend studierte sie Musik und Gesang am New York College of Music und an der Mannes Music School.
Ihr Bühnendebüt hatte sie in der Saison 1947/48 an der Saint Louis Opera, wo sie in Operetten auftrat. Ab 1951 sang sie in Chicago beim Rundfunk in der Radiosendung Chicago Theater of the Air, in der sie verschiedene Arienprogramme vortrug. 1954 schloss sie mit WGN in Chicago einen Dreijahresvertrag ab. 1956 ging sie zur Vervollkommnung ihrer Stimme nach Italien und studierte u. a. bei Antonio Narducci und Iris Adami Corradetti.

### Karriere in Italien
Ihr Europa-Debüt hatte sie 1957 am Teatro Alfieri in Turin mit der Troubadour-Leonara. Ab dieser Zeit verwendete sie für ihre Bühnenkarriere die italienische Namensform Margherita Roberti.
In der Saison 1957/58 debütierte sie, als Zweitbesetzung für Anita Cerquetti, an der Mailänder Scala als Abigaille in Nabucco. Anschließend trat sie über 10 Jahre regelmäßig an der Mailänder Scala auf. In der Saison 1958/59 sang sie dort die Anaide in Mosè von Rossini.
Weitere Rollen an der Mailänder Scala waren Elvira (Ernani), Leonora (Il Trovatore), Desdemona (Otello) und die Herzogin von Parma (Doktor Faust). Im April 1961 sang sie an der Mailänder Scala die Titania in der italienischen Erstaufführung von A Midsummer Night’s Dream. In der Saison 1968/69 übernahm sie dort die Titelrolle in Luisa Miller.
Außerdem hatte sie eine erfolgreiche Karriere an italienischen Opernhäusern. 1957/58 sang sie am Theater von Reggio Emilia (Abigaille, Forza-Leonora). 1957 trat sie erstmals am Teatro Massimo in Palermo als Elena in I vespri siciliani auf. 1959 sang sie an der Oper von Rom die Anaide. In der Saison 1959/60 war sie am Teatro San Carlo in Neapel als Desdemona, Ballo-Amelia und Elvira zu hören. 1960 gastierte sie am Teatro La Fenice in Venedig als Forza-Leonora. 1961 trat sie am Teatro Nuovo in Turin als Trovatore-Leonora und am Teatro Bellini in Catania als Elena auf. 1961 sang sie auch wieder in Neapel, diesmal Rezia und Elisabeth von Valois, 1963 dort dann die Titelrolle in Luisa Miller und schließlich 1965 die Lady Macbeth.
1962 gastierte sie als Odabella am Teatro Comunale di Firenze, wo sie 1965 auch die Elvira sang. 1963 sang sie am Teatro Regio di Parma mit großem Erfolg die Luisa Miller und die Elvira. 1964 gastierte sie am Teatro Petruzzelli in Bari. 1964 gastierte sie auch wieder an der Oper Rom, diesmal als Odabella. Zwischen 1964 und 1968 folgten weitere Auftritte am Teatro Nuovo in Turin, als Aida, Lady Macbeth und Margherita in Mefistofele. 1966 war sie am Teatro della Novità in Bergamo als Elena in Marin Faliero von Gaetano Donizetti zu hören.

### Gastspiele
Roberti gab Gastspiele an zahlreichen europäischen Bühnen. 1957 sang sie am Opernhaus von Monte Carlo die Tosca, 1959 dort die Desdemona. 1958 debütierte sie an der Covent Garden Opera in London als Tosca und am Teatro Liceu in Barcelona. Im September 1959 debütierte sie als Tosca an der Wiener Staatsoper, an der sie auch Desdemona und Elisabeth von Valois sang. 1963 gastierte sie bei der Opera Scotland als Luisa Miller.
Sie gastierte in der Arena di Verona (1958), mehrfach beim Maggio Musicale Fiorentino (1959, 1963), beim Edinburgh Festival (1963, als Luisa Miller), beim Festival von Szeged (1963, Trovatore-Leonora) und bei den Opernfestspielen in den Caracalla-Thermen in Rom (1964, Ballo-Amelia).
In Übersee sang sie 1958 an der Lyric Opera of Chicago (Amelia in Simone Boccanegra, neben Tito Gobbi und Richard Tucker). 1959 sang sie gemeinsam mit Richard Tucker in Tosca an der San Francisco Opera. 1961 gastierte sie am Teatro de las Bellas Artes in Mexiko-Stadt mit der Rolle der Elisabeth von Valois. Im selben Jahr gastierte sie auch am Opernhaus von New Orleans als Ballo-Amelia.
Im Januar 1962 debütierte sie an der Metropolitan Opera als Tosca, an der Seite von Franco Corelli. Im Februar 1962 sang sie dort auch die Titelrolle in Aida.
1962 trat sie auch an der Philadelphia Opera als Aida auf, wieder mit Franco Corelli als Bühnenpartner. 1964/65 gastierte sie am Teatro Colon in Buenos Aires als Turandot in der gleichnamigen Oper von Ferruccio Busoni, sowie als Ballo-Amelia und Elvira.
1970 wurde sie vom damaligen italienischen Staatspräsidenten Giuseppe Saragat mit dem Verdienstorden der Italienischen Republik ausgezeichnet. Ende der 70er Jahre gab sie ihre Karriere auf. Ihren letzten Auftritt hatte sie 1988 als Solistin bei einem Abschiedskonzert mit dem Quad-City Symphony Orchestra.
Roberti war ab November 1949 mit dem Bauingenieur Thomas „Tom“ Nobis (†) verheiratet, den sie nach seinem Dienst bei der US Navy auf einer Party in Muscatine kennengelernt und geheiratet hatte. Das Ehepaar hatte eine gemeinsame Tochter, die Schwimmerin und Athletin Jennifer Figge (* 1952). Roberti lebte während ihrer internationalen Karriere mehrere Jahre in Mailand und Rom. Nach ihrem Karriereende kehrte sie nach Davenport (Iowa) zurück, wo sie seit Anfang der 1950er Jahre gelebt hatte, bevor sie 2005 nach Rancho Mirage in Kalifornien zog. Sie starb im Januar 2021 im Alter von 95 Jahren.